# Ніч живих мерців (фільм, 1968)
«Ніч живих мерців» (англ. Night of the Living Dead, 1968) — культовий кінофільм, знятий незалежним режисером Джорджем Ромеро. Прем'єра фільму відбулася 2 жовтня 1968 року в Піттсбурзі. 2005 року фільм був повністю кольорований. Фільм став суспільним надбанням, оскільки театральний дистриб'ютор, Walter Reade Organization, забув поставити відмітку про авторські права.

## Сюжет
Коли Барбара та її брат Джонні відвідують могилу свого батька, на них нападає чоловік, який нагадує ходячого мерця. Під час нападу Джонні загинув. Барбара, охоплена панікою, намагається втекти. Коли її машина ламається, вона забарикадовується у маленькому фермерському будиночку. Там вона натикається на понівечений труп, а коли визирає у вікно, то бачить безліч рухомих, немов маріонетки, людей, які збираються перед будинком. Незабаром до неї приєднується темношкірий чоловік на ім'я Бен, у якого скінчився бензин, тож йому теж довелося заховатися у будинку фермера. Барбара і Бен намагаються захистити будинок від проникнення мерців: вони забивають дошками вікна та двері. Барбара в цей час все ще перебуває у стані шоку. Незабаром з'ясовується, що в будинку є ще живі люди: у підвалі зачинился подружжя: Гаррі і Гелен, та їхня маленька дочка Карен, яку вкусив зомбі і вона марить. Також у підвалі була ще молода пара, Том і Джуді. За допомогою радіо вони дізнаються, що містичні масові вбивства набули масштаб національного лиха. Померлі повертаються до життя через радіоактивність космічного апарата, який повернувся з орбіти Венери.
Між Гаррі й Беном відбувається конфлікт — Гаррі вважає, що безпечніше сховатися в підвалі, у той час, як Бен бачить більше шансів залишитися в живих, перебуваючи в будинку і маючи можливість спостерігати за подіями навколо. Гаррі, не отримавши підтримки від інших, закривається у підвалі разом з дружиною та дочкою. Однак, пізніше Гаррі й Гелен вийдуть з підвалу, щоб з усіма переглянути телевізійне звернення, у якому буде сказано про організовані владою притулки для вцілілих. Тож вони придумують план — дістати бензин для автомобіля і спробувати досягти притулку. Гаррі використовує горючу суміш, щоб відлякати мерців. Бен з палаючим факелом в руках, Том і Джуді пробиваються до автомобіля і намагаються заправити його. Під час заправки Том і Бен допускають фатальну помилку — бензин займається і підпалює автомобіль. Том відганяє його подалі від бензоколонки, але не встигає покинути автомобіль — він вибухає разом з Томом і Джуді всередині. Мерці поїдають їхні мертві тіла. З боєм Бен повертається назад в будинок. Гаррі перешкоджає йому, але Бен ламає двері. Вони відволікаються, щоб обговорити останній випуск новин, що був 3 ноі, псіл чого зникло світло. Мерці оточують будинок і прориваються крізь барикади. Бену доводиться випустити рушницю, щоб стримати натиск мерців. Гаррі підбирає зброю і погрожує Бену. Зав'язується бійка, під час якої Бен смертельно ранить Гаррі. Гаррі спускається у підвал і вмирає під столом, на якому лежить мертва Карен. Гелен намагається утримувати інші двері. Одному з мерців вдається схопити Гелен, і він намагається задушити її. Їй на допомогу приходить Барбара, після чого Гелен біжить у підвал, намагаючись сховатися. Там вона бачить маленьку Карен, що стала живим мерцем, яка поїдає труп свого батька. Закривавлена Карен нападає на свою матір і вбиває її. Барбара відбивається від мерців і зауважує серед них свого брата Джоні. Він хапає сестру і затягує її у натовп мерців. Злавмавши перепони, мерці проникають в будинок. Карен хапає Бена за руку і намагається його вкусити, але йому вдається відштовхнути її, після чого він намагається сховатися в підвалі. Щільно закривши двері, він спускається і виявляє трупи Гелен і Гарі. Вони оживають, і він вбиває їх, стріляючи в голову, не дозволяючи піднятися. Мерцям не вдається дістатися до підвалу.
Наступного ранку все закінчується. Бригада, що складалася з поліцейських і добровольців проводить зачистку місцевості від живих мерців. Вони вбивають їх пострілом в голому, а після цього спалюють тіла. Перебуваючи в підвалі, Бен чує постріли й собачий гавкіт. Він виходить звідти і виглядає з вікна. Один з учасників бригади звертає увагу на шум і рух у вікні. Він приймає Бена за живого мерця і за вказівкою шерифа вбиває його пострілом в голову. Шериф хвалить стрільця за відмінний постріл.
Йдуть фінальні титри, на їх фоні труп Бена виносять з дому і спалюють разом з іншими тілами.

## У ролях

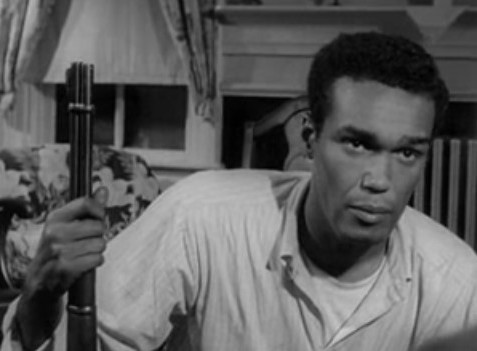
Бен тримає гвинтівку у вітальні фермерського будинку

Через малий бюджет фільму серед акторів не було зірок кіно, але після прем'єри кар'єра деяких акторів пішла вгору. Дві незалежні кінокомпанії з Піттсбурга — Hardman Associates і The Latent Image режисера Джорджа Ромеро — об'єдналися, щоб утворити Image Ten, виробничу компанію, створену лише для знімання фільму «Ніч живих мерців». Акторський склад складався з членів Image Ten та акторів, які грали у місцевих, Піттсбурзьких, театрах.
- Дуейн Джонс[en] (англ. Duane Jones) — Бен. Для 1968 року вибрати головним героєм темношкірого актора було досить суперечливим рішенням, проте Ромеро заявляв, що Джонс на прослуховуванні виступив найкраще[6]. Пізніше, Дуейн Джонс стане головним героєм ще декількох фільмів[7], проте він хвилювався, що запам'ятається лише роллю Бена[8].
- Джудіт О'Ді (англ. Judith O'Dea) — Барбара. 23-річна театральна актриса, Джудіт раніше працювала на Hardman and Eastman у Піттсбурзі. На момент, коли їй запропонували роль Барбари, вона яка раз шукала для себе роботу в кіно[9]. Пізніше, вона дивувалася культурному впливу фільму та популярності, яку він їй приніс[9].
- Карл Гардман (англ. Karl Hardman) — Гаррі Купер. Президент Hardman Associates Карл зіграв недоброзичливого батька[10].
- Мерилін Істмен (англ. Marilyn Eastman) — Гелен Купер. Віцепрезидентка Hardman Associates[11] Мерилін зіграла пригнічену матір Гелен Купер і безіменного зомбі, що поїдає жуків. Пізніше вона з'явилася у одному з фільмів Джона Руссо[12].
- Кіра Шон (англ. Kyra Schon) — Карен Купер. Справжня дочка Карла Гардмана[5]. 9-річна Кіра також зобразила понівечений труп на верхньому поверсі будинку[5].
- Кіт Вейн (англ. Keith Wayne) — Том. Кіт Вейн — це сценічне ім'я Рональда Кіта Гартмана (англ. Ronald Keith Hartman)[5]. Після цієї самотньої ролі Вейн спробував себе у ролі співака, танцюриста, музиканта та власником нічного клубу. Він також спробував себе у якості мануального терапевта у Північній Кароліні[13]. Зміни у кар'єрі Вейн пояснив під час інтерв'ю 1992 року: «Я більше не та людина. […] Я дійшов до моменту свого життя, коли я хотів мати певний контроль. Я не бажаю прокинутися в 40 або 50 років і не мати контролю»[14]. Він покінчив життя самогубством у 1995 році[5][15].
- Джудіт Рідлі (англ. Judith Ridley) — Джуді. 19-річна портьє з Hardman Associates спочатку проходила прослуховування на роль Барбари. Але через те, що вона не мала жодного досвіду, Джудіт отримала менш вимогливу ролі Джуді[5]. У 1971 році вона знялася у іншому фільмі Джорджа Ромеро «Як мухи на мед»[5].
- Білл Гінцмен[en] (англ. Bill Hinzman) — зомбі на кладовищі. Білл зіграв зомбі на кладовищі, якого зустрічають Джонні і Барбара[16][17].
- Джордж Косана (англ. George Kosana) — шериф МакКліленд. Джордж також був виробничим керівником[18].
- Білл Карділл[en] (англ. Bill Cardille) — грає сам себе. Карділл був добре відомий у Піттсбурзі як телеведучий антології фільмів жахів[19]. Його дочка, Лорі Карділл[en], зіграла одну з головних ролей у фільмі Джорджа Ромеро «День мерців»[20].
- Рассел Штайнер[en] (англ. Russell Streiner) — Джонні.

## Виробництво

### Підготовка
За словами Ромеро, на створення фільму його надихнув роман Річарда Метісона «Я — легенда». Багато хто помилково вважає, що фільм знятий за книгою Джона Руссо «Ніч живих мерців». Насправді фільм знятий за оригінальним сценарієм Ромеро і Руссо, а роман, що вийшов в 1974 році, є лише новелізацією сценарію.
Перша версія сценарію фільму називалася «Кіношка про монстрів» і була витримана в комедійному ключі. А сюжет розповідав про дружбу інопланетян-підлітків з населенням Землі.

### Підбір акторів та зйомка
Зйомки проходили з червня по грудень 1967 року під робочою назвою «Ніч Анубіса» (англ. Night of Anubis), а пізніше — «Ніч пожирачів плоті» (англ. Night of the Flesh Eaters).
Фільм мав бути кольоровим, але через маленький бюджет його зняли у чорно-білих тонах на 35-міліметрову камеру. Лише у 2005 року фільм був повністю кольорований.
Через маленький бюджет фільму акторів підбирали з місцевих театрів. Головну роль виконав Дуейн Джонс — актор піттсбурзького театру. Джонс не став використовувати репліки, які були прописані йому за сценарієм, натомість він сам їх написав, а Мерилін Істмен переробила всю сцену в підвалі.
Для костюмів зомбі використовували поношені речі з секонд-хенду, а гримували акторів для ролей ходячих мерців за допомогою воску з похоронного бюро. Також вони отримали гонорар у розмірі одного долара та їм роздали футболки з написом «Я був зомбі в картині „Ніч живих мерців“».
Як кров для фільму використовувався шоколадний сироп «Боско».
Компанія-дистриб'ютор The Walter Reade's Continental Films спочатку вимагала вирізати криваві сцени, але згодом більше не пред'являла вимог.

### Випуск
Вихід фільму викликав великий резонанс у суспільстві, були пред'явлені вимоги заборонити фільм і припинити його подальший показ. Багато студій відмовлялися поширювати фільм, зокрема й Columbia Pictures, але за це взялася The Walter Reade Organization за умови, що назву фільм змінять на «Ніч живих мерців».
Фільм знаходиться в суспільному надбанні, оскільки авторські права на нього не були вчасно зареєстровані, чого вимагало тодішнє американське законодавство.

## Вплив на кіноіндустрію
Фільм став родоначальником своєрідного піджанру фільмів жахів — фільмів про зомбі, хоча термін «зомбі» в самому фільмі жодного разу не вжито, у сценарії вжили слово «упир» (англ. ghoul). До цього фільму існували й інші фільми про зомбі, але ними неодмінно керував жрець вуду.

## Ремейки
- У 1990 році вийшов ремейк з однойменною назвою, режисером якого був Том Савіні.

## Виноски
1. ↑  
Світові касові збори фільму:
  - до 2013 року — 30 087 064 $[1][2];
  - з 2017 по 2018 — 236 452 $[3].